# If You Come to Me
"If You Come to Me" to piosenka popowa stworzona przez Juliana Gallaghera, Martina Harringtona, Ash Howes, Sharon Murphy i Richarda Stannarda na trzeci album studyjny brytyjskiego girlsbandu Atomic Kitten, Ladies Night (2003). Wyprodukowany przez Engine, utwór wydany został jako pierwszy singel promujący krążek dnia 27 października 2003 w Wielkiej Brytanii.

## Wydanie singla
Tydzień po premierze singel zadebiutował na pozycji #3 oficjalnego notowania najchętniej kupowanych singli w Wielkiej Brytanii. 15 listopada 2003 utwór zanotował spadek na miejsce #6, by w następnym zestawieniu znaleźć się na pozycji #13. "If You Come to Me" na liście UK Singles Chart spędził w sumie dziesięć tygodni. W Irlandii kompozycja debiutowała dnia 30 października 2003 na miejscu #8. Piosenka zyskała umiarkowany sukces w tym kraju, będąc notowaną w zestawieniu sześć tygodni, w tym dwa w Top 10.
"If You Come to Me" odniósł sukces w krajach niemieckojęzycznych, gdzie w oficjalnych austriackich, niemieckich oraz szwajcarskich notowaniach znalazł się w Top 10. Na tychże listach przebojów piosenka notowana była przez średnio trzy miesiące. Utwór także zyskał na sukcesie w Nowej Zelandii, spędzając trzynaście tygodni na oficjalnej liście najchętniej kupowanych singli oraz trzy tygodnie po debiucie osiągając szczytową pozycję #9. Kompozycja notowana była również w Australii oraz kilku krajach europejskich, gdzie odniosła umiarkowany sukces.

## Teledysk
Teledysk do singla nagrywany był w Perivale Studios, Middlesex w Wielkiej Brytanii i reżyserowany przez Si & Ad. Klip miał premierę dnia 15 września 2003.
Wideoklip przedstawia członkinie zespołu tańczące oraz śpiewające na różnych tłach. W teledysku użyte zostały efekty specjalne, dzięki którym na ciałach wokalistek ukazane są imitacje widoku nieba oraz motyle, każde w innych odcieniach. Klip utrzymany jest w prostocie.

## Listy utworów i formaty singla
Brytyjski CD singel
1. "If You Come to Me" — 3:44
2. Album Medley — 6:57

Brytyjski CD-maxi singel
1. "If You Come to Me" — 3:44
2. "So Right" — 3:32
3. "Feels So Good" — 3:33
4. "Feels So Good" Video — 3:33

Australijski/Europejski CD singel
1. "If You Come to Me" — 3:44
2. "So Right" — 3:32
3. "Feels So Good" — 3:33

## Pozycje na listach
| Lista przebojów (2003)       | Najwyższa pozycja |
| ---------------------------- | ----------------- |
| Australia ARIA Singles Chart | 30                |
| Austria Singles Chart        | 6                 |
| Belgia Singles Chart         | 26                |
| Dania Singles Top 40 Chart   | 14                |
| Holandia Top 40 Chart        | 15                |
| Irlandia Singles Chart       | 8                 |

| Lista przebojów (2003)            | Najwyższa pozycja |
| --------------------------------- | ----------------- |
| Niemcy Singles Chart              | 10                |
| Norwegia Singles Top 20 Chart     | 14                |
| Nowa Zelandia RIANZ Singles Chart | 9                 |
| Szwajcaria Singles Chart          | 10                |
| Szwecja Singles Top 60 Chart      | 17                |
| UK Singles Chart                  | 3                 |

## Daty wydania
| Region          | Data                 | Format    |
| --------------- | -------------------- | --------- |
| Wielka Brytania | 27 października 2003 | CD singel |
| Australia       | 3 listopada 2003     | CD singel |